# Ja, vi elsker
Ja, vi elsker är ett norskt TV-program, som motsvarade Kär och galen på TV4. 1995 leddes programmet av den norska sångerskan Elisabeth Andreassen.